# U/21 Europamesterskabet i fodbold 2009
U-21 Europamesterskaberne 2009 i fodbold var det 17. i rækken af officielle europamesterskaber for U-21-landshold, arrangeret af UEFA. Tyskland vandt turneringen efter at have slået England i finalen. Sverige var værter for turneringen, der blev spillet i perioden 15. juni 2009 – 29. juni 2009. 

## Kvalifikation
Lodtrækningen til kvalifikationen blev foretaget i Stockholm, Sverige, den 13. februar 2007, hvor 51 hold blev inddelt i 10 puljer. 
Kvalifikationsturneringen blev spillet fra. 31. maj 2007 til 10. september 2008.

## Stadioner
EM-turneringen blev afholdt på fire svenske stadioner. Gruppe A blev spillet i Malmö og Helsingborg, mens gruppe B blev spillet i Göteborg og Halmstad. Finalen blev spillet i Malmö.
| Malmö             | Göteborg          | Helsingborg       | Halmstad         |
| Swedbank Stadion  | Gamla Ullevi      | Olympia           | Örjans Vall      |
| Kapacitet: 21.000 | Kapacitet: 16.700 | Kapacitet: 12.000 | Kapacitet: 8.000 |
| ----------------- | ----------------- | ----------------- | ---------------- |

## Hold
Holdene til slutrunden bestod af 23 spillere. For at være spilleberretiget til turneringen skulle man være født 1. januar 1986 eller senere. Man kunne derfor under slutrunden opleve spillere på op til 23 år. Man er ikke udelukket fra at deltage i U-21 slutrunden, fordi man har spillet på A-landsholdet.
Følgende hold kom igennem kvalifikationen og deltog i turneringen.
- Sverige (som værtsnation)
- Hviderusland
- England
- Finland
- Tyskland
- Italien
- Spanien
- Serbien

## Gruppespil
Lodtrækningen til gruppespillet blev foretaget i Göteborg den 3. december 2008. I gruppespillet er de otte deltagende hold opdelt i to grupper á fire hold. I hver gruppe spiller alle mod alle. Første- og andenpladsen i grupperne går videre til slutspillet.

### Gruppe A
| Hold         | Point | Kampe | V | U | T | Mål |
| ------------ | ----- | ----- | - | - | - | --- |
| Italien      | 7     | 3     | 2 | 1 | 0 | 4-2 |
| Sverige      | 6     | 3     | 2 | 0 | 1 | 9-4 |
| Serbien      | 2     | 3     | 0 | 2 | 1 | 1-3 |
| Hviderusland | 1     | 3     | 0 | 1 | 2 | 2-7 |

### Gruppe B
| Hold     | Point | Kampe | V | U | T | Mål |
| -------- | ----- | ----- | - | - | - | --- |
| England  | 7     | 3     | 2 | 1 | 0 | 5-2 |
| Tyskland | 5     | 3     | 1 | 2 | 0 | 3-1 |
| Spanien  | 4     | 3     | 1 | 1 | 1 | 2-2 |
| Finland  | 0     | 3     | 0 | 0 | 3 | 1-6 |

## Slutspil

### Semifinaler
| 26. juni 2009 18.00 |

| England                                         | 3 – 3     | Sverige                       |
| ----------------------------------------------- | --------- | ----------------------------- |
| Cranie 1' · Onuoha 27' · Bjärsmyr 38' (selvmål) | (referat) | Berg 68, 81' · Toivonen 75' · |

| Gamla Ullevi, Göteborg Tilskuere: 16.385 Dommer: Cüneyt Çakır, (Tyrkiet) |

|                                                     |       | Straffesparkskonkurrence                  |  |
| Milner Hart Cattermole Johnson Walcott Kieran Gibbs | 5 – 4 | Berg Elm Bjärsmyr Lustig Bengtsson Molins |  |

| 26. juni 2009 20.45 |

| Italien | 0 – 1     | Tyskland   |
| ------- | --------- | ---------- |
|         | (referat) | Beck 48' · |

| Olympia, Helsingborg Tilskuere: 8.094 Dommer: Pedro Proença, (Portugal) |

### Finale
| 29. juni 2009 20.45 |

| Tyskland                               | 4 – 0     | England |
| -------------------------------------- | --------- | ------- |
| Castro 23' · Özil 48' · Wagner 79, 84' | (referat) |         |

| Swedbank Stadion, Malmö Tilskuere: 18.769 Dommer: Björn Kuipers, (Holland) |